# Leandra balduinii
Leandra balduinii är en tvåhjärtbladig växtart som beskrevs av Alexander Curt Brade. Leandra balduinii ingår i släktet Leandra och familjen Melastomataceae. Inga underarter finns listade i Catalogue of Life.